# 凱內迪縣 (德克薩斯州)
凱內迪縣（英語：Kenedy County）是美国德克薩斯州南部墨西哥湾沿岸的一個縣，面積5,039平方公里。根據2020年美國人口普查，共有人口350人，是美國人口第四少的縣，也是美國人口密度小於1人/平方公里的縣位置最東的。縣治薩里塔（Sarita）。該縣成立於1921年4月2日，縣名紀念航運業、牧場主米夫林·甘迺迪（Mifflin Kenedy）。